# Psorospermum ferrovestitum
Psorospermum ferrovestitum är en johannesörtsväxtart som beskrevs av John Gilbert Baker. Psorospermum ferrovestitum ingår i släktet Psorospermum och familjen johannesörtsväxter. Inga underarter finns listade i Catalogue of Life.